# Sini (India)
Sini è una suddivisione dell'India, classificata come census town, di 6.489 abitanti, situata nel distretto del Singhbhum Occidentale, nello stato federato del Jharkhand. In base al numero di abitanti la città rientra nella classe V (da 5.000 a 9.999 persone).

## Geografia fisica
La città è situata a 22° 48' 0 N e 85° 58' 0 E e ha un'altitudine di 182 m s.l.m..

## Società

### Evoluzione demografica
Al censimento del 2001 la popolazione di Sini assommava a 6.489 persone, delle quali 3.428 maschi e 3.061 femmine. I bambini di età inferiore o uguale ai sei anni assommavano a 748, dei quali 391 maschi e 357 femmine. Infine, coloro che erano in grado di saper almeno leggere e scrivere erano 4.653, dei quali 2.739 maschi e 1.914 femmine.